# Ned Tanen
Ned Stone Tanen (* 30. September 1931 in Los Angeles, Kalifornien; † 5. Januar 2009 in Santa Monica, Kalifornien) war ein US-amerikanischer Filmproduzent.

## Leben
Ned Tanen studierte an der University of California und bekam 1954 eine Anstellung bei MCA. 1967 war er an der Gründung des Label Uni Records beteiligt, welches nach der Fusion mit Decca Records schlussendlich zu MCA Records wurde. 1976 wurde er zum Leiter von Universal Pictures ernannt, einer Tochtergesellschaft von MCA. Nach Hits wie Animal House und Blues Brothers verließ er Universal 1982 und gründete die Produktionsgesellschaft Channel Productions, mit der er unter anderem den Spielfilm St. Elmo’s Fire produzierte.
1984 wurde er Leiter der Filmsparte von Paramount Pictures. Er war für Produktionen wie Crocodile Dundee und Top Gun verantwortlich, das Studio erwirtschaftete im Jahr 1986 600 Millionen US-Dollar, was zu dieser Zeit einen neuen Rekord darstellte. 1988 verließ er Paramount. Er produzierte in den 1990er Jahren noch einige Filme, darunter Tess und ihr Bodyguard 1994.

## Filmografie
- 1984: Das darf man nur als Erwachsener (Sixteen Candles)
- 1985: St. Elmo’s Fire – Die Leidenschaft brennt tief (St. Elmo’s Fire)
- 1985: The Breakfast Club
- 1994: Cops & Robbersons – Das haut den stärksten Bullen um (Cops and Robbersons)
- 1994: Tess und ihr Bodyguard (Guarding Tess)
- 1996: Mary Reilly